# Itame subdiversa
Itame subdiversa är en fjärilsart som beskrevs av W. Warren 1897. Itame subdiversa ingår i släktet Itame och familjen mätare. Inga underarter finns listade i Catalogue of Life.